# Cort van der Lindenkade

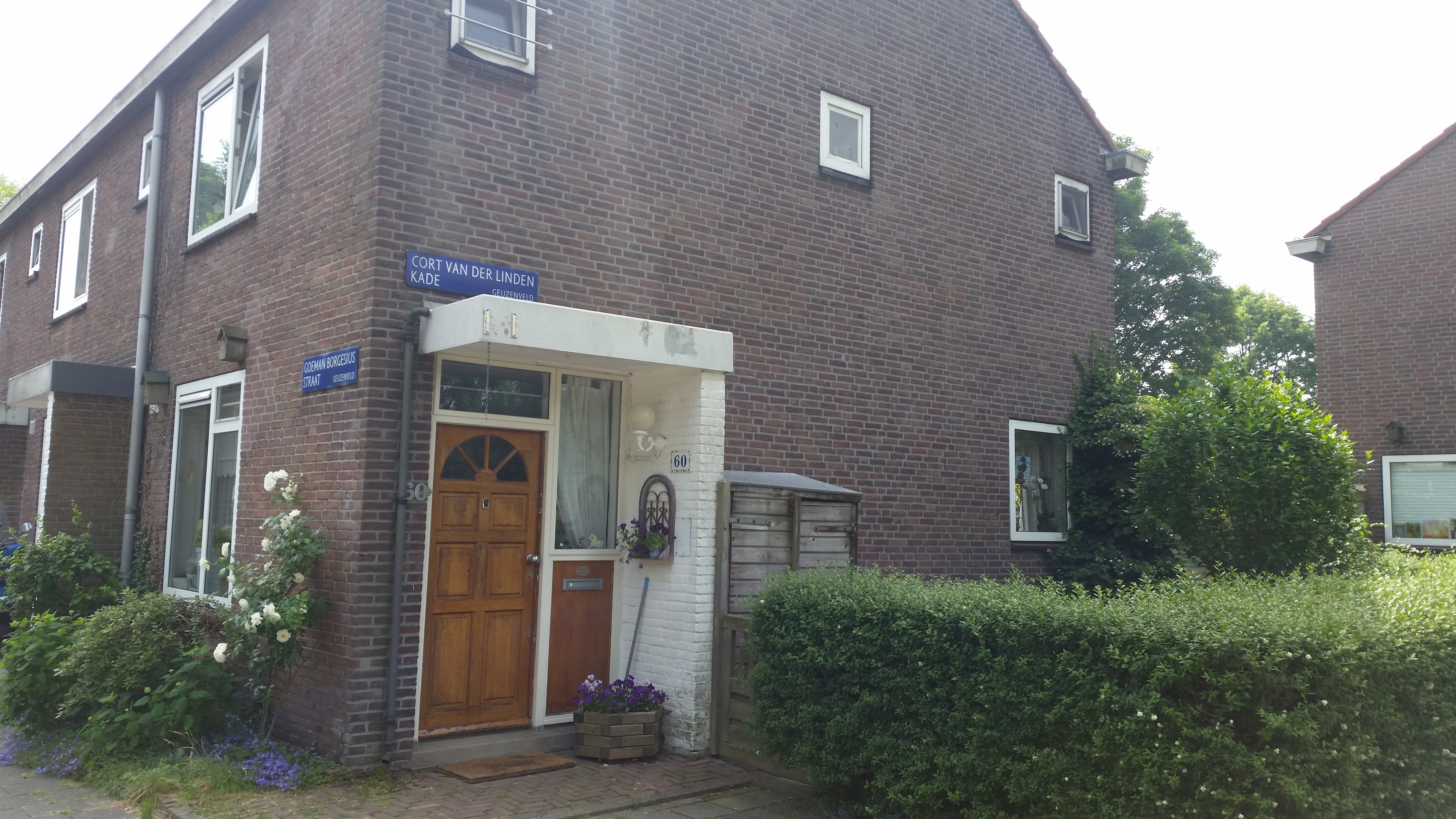
Cort van der Lindenkade 60 (juni 2018)

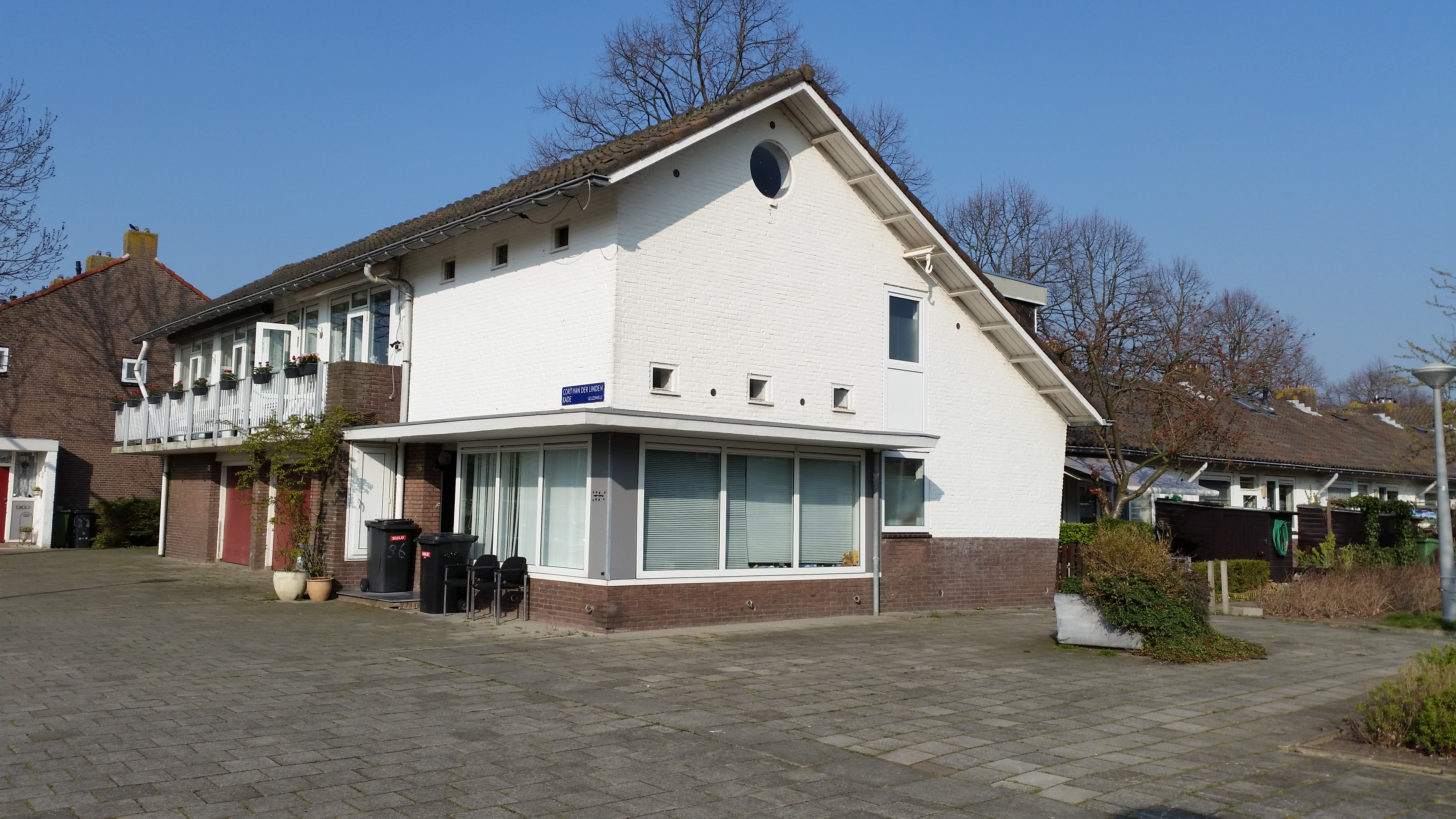
Blokje boerderijwoningen 96-102 (maart 2019)

De Cort van der Lindenkade is een straat in de wijk Geuzenveld in Amsterdam Nieuw-West. De straat kreeg per raadsbesluit op 11 december 1953 haar vernoeming naar Pieter Cort van der Linden, minister-president van Nederland van 1913 tot 1918.

## Ligging en geschiedenis
De straat loopt op de oostelijke oever van een afwateringstocht. Tussen straat en water ligt een groenstrook. Ze loopt daarbij van de Van Karnebeekstraat noordwaarts naar de Sam van Houtenstraat. Ze vormde enige tijd de westelijke grens van de stadsbebouwing van de wijk Geuzenveld. In 1990 werd echter tegenover het noordelijk eind bij de Sam van Houtenstraat een drietal blokken woningen gebouwd. In de 21e eeuw kijkt de kade nog grotendeels uit op natuur in de vorm van het Park de Kuil. De straat heeft in brug 1829 een verbinding met het park.

## Bebouwing
De straat heeft op huisnummer 3-5 (een school) na alleen even huisnummers oplopend van 2 tot en met 118 (huisnummer 94 ontbreekt). Huisnummer 60 maakt deel uit van een bouwblok aan de Goeman Borgesiusstraat, maar omdat ze als enige een deur in de zijgevel heeft, wordt ze tot de Cort van der Lindenkade gerekend.
De bebouwing bestaat daarbij uit blokjes woningen. Alhoewel van jonge datum (1958) is een aantal gebouwen in 2015 benoemd tot gemeentelijk monument. Het gaat om zogenaamde boerderijwoningen in de blokjes 38-44 en 96-102, deel uitmakend van een monument dat zich over de gehele wijk uitstrekt. Deze woninkjes zijn gebouwd naar ontwerp van Willem Dudok. De bijnaam boerderijwoningen kreeg het aan de hand van hun uiterlijk: een woonetage met witte muren met licht overstekende kappen met donkere dakpannen op een zadeldak. Het complex bevat 63 van dit soort woningen die per zeven aan elkaar gebouwd zijn en in een haakvorm aan hofjes liggen. De woningen waren oorspronkelijk voor bejaarden gebouwd.
Er hadden gezien de bouw wellicht meerdere gemeentelijke monumenten benoemd kunnen worden. Echter bij sommige bouwblokken zijn bij renovatie originele bouwdelen vervangen (houten kozijnen door kunststof), waardoor een monumentstatus er niet (meer) in zat (bijvoorbeeld het blok 62-92, ook naar ontwerp van Dudok). Daar waar in de buurt de originele bebouwing al verdween bleef de bebouwing aan de Cort van der Lindenkade bespaard voor sloop.
De straat kijkt op het zuiden uit op de kleurige Atelierwoningen net als het eerste blok laagbouwwoningen in de straat ontworpen door Willem van Tijen.

## Kunstwerken
Nabij de kade ligt/staat in het Park de Kuil het kunstwerk Plastiek in landschap van Hans Mantje. Bouwkundige kunstwerken zijn er in de vorm van vier totaal verschillende bruggen te vinden:
- brug 624, een betonnen verkeersbrug
- brug 1829, een voet- en fietsbrug
- brug 2396, een houten bruggetje dat geheel opgaat in het park
- een brug over een provisorische duiker bij de Van Karnebeekstraat.